# Башкирський державний університет
Башки́рський державний університет (БашДУ) — головний університет Башкортостану, Росія, розташований в столиці республіки — Уфі.

## Історія

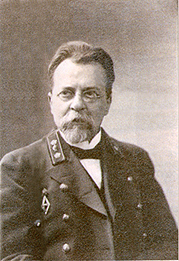
Лісовський Олександр Миколайович (1858–1920)

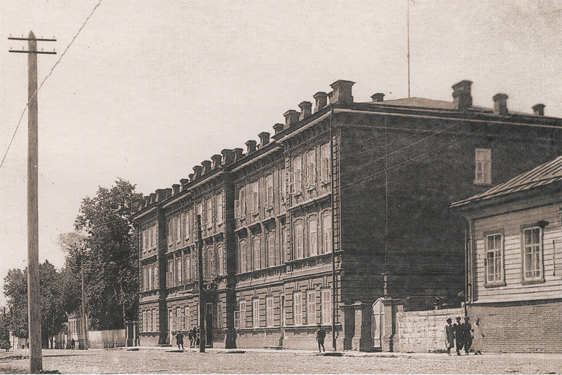
Учительський інститут

1905 року центр Оренбурзького навчального округу був перенесений з Оренбургу до Уфи, тоді ж було підняте питання про створення тут першого педагогічного вузу. 2 липня 1909 року міністр народної просвіти Олександр Шварц віддав розпорядження про дозвіл відкрити в Уфі трирічний Уфимський учительський інститут. Першим директором було обрано Олександра Лісовського. Відкриття відбулось 4 жовтня того ж року, він розташовувався у будинку № 9 по вулиці Телеграфній (нині тут один із корпусів Уфимської академії мистецтв імені Загіра Ісмагілова). Перший випуск із 24 учителів відбувся 1912 року, 4 червня вони отримали звання учителя міського училища. Золоту медаль здобули Михайло Борткевич та Микола Самарін, срібну — Йосиф Антонюк, Микита Младенцев, Йосиф Панков, Микола Проскуряков та Дмитро Толмачев. У вересні 1917 року 2 курс вперше був розподілений на 2 відділення — фізико-математичне та природничо-географічне. Прийом на 1 курс здійснювався вже на 3 відділення, до вже існуючих додалось історико-літературне. 1919 року учительський інститут був перетворений в Башкирський інститут народної освіти. 1923 року інститут отримав тип практичного і став готувати спеціалістів сільського господарства. 1929 року на його базі був створений Башкирський державний педагогічний університет імені Тимірязєва. 1930 року відділення отримали назву факультетів, їх було 4 — фізико-математичний, природничий, географічний та історико-філологічний. Усі факультети мали 15 кафедр. Того ж року були відкриті заочне, а наступного року — вечірнє відділення. 1957 року інститут був перетворений в Башкирський державний університет. Першим ректором було призначено Шайхуллу Чанбарісова.

## Структура
Факультети:

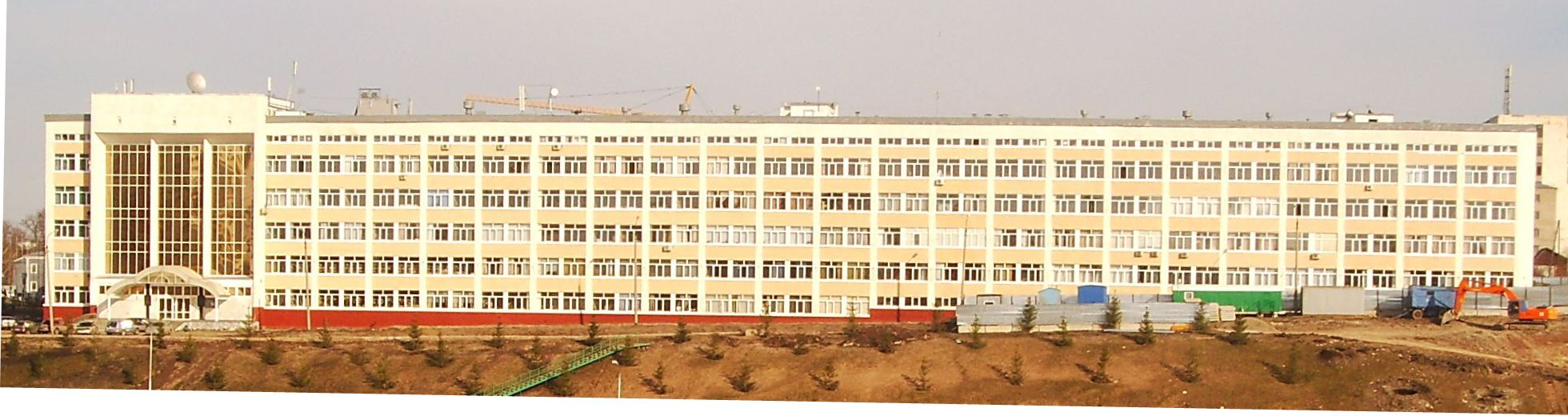
Корпус фізико-математичного факультету

- Факультет математики та інформаційних технологій
- Хімічний факультет
- Біологічний факультет
- Географічний факультет
- Історичний факультет
- Філологічний факультет
- Факультет романо-германської філології
- Факультет башкирської філології та журналістики
- Інженерний факультет
- Факультет філософії та соціології
- Психологічний факультет

Інститути:
- Фізико-технічний інститут
- Інститут права
- Інститут управління і безпеки підприємництва
- Інститут економіки, фінансів і бізнесу

## Викладацький склад
В університеті працюють понад 1 тисяча викладачів, з яких 161 доктор наук, 477 кандидатів наук, 111 професорів, 283 доценти. У різні роки у вузі працювали видатні вчені:
- фізик та математик, академік АН СРСР Микола Боголюбов
- математик, академік АН СРСР Арлен Ільїн
- член-кореспонденти АН СРСР Олексій Леонтьєв та Валентин Напалков
- доктора фізико-математичних наук, професора Л. І. Рубінштейн, А. Б. Шабат, К. П. Краузе, Є. Н. Грібанов та В. І. Романов
- мовознавці та літературознавці, доктора філологічних наук, професора Габдулхай Ахатов, Джаліль Кієкбаєв та Лев Бараг
- історики, член-кореспондент РАН Раїль Кузеєв, доктора історичних наук, професора Шайхулла Чанбарісов та Йосиф Кіссельгоф
- біохімік, академік ВАСГНІЛ Василь Конарєв
- ботаніки, доктора біологічних наук, професора Ю. З. Кулагін та Г. В. Заблуда
- фізіолог, доктор біологічних наук, професор А. С. Дмитрієв
- фізик, доктор фізико-математичних наук, професор М. М. Фарзтдінов
- хіміки, доктора хімічних наук, професора Є. Ф. Журавльов та Ю. В. Свєткін
- геолог, доктор геолого-мінералогічних наук, професор Д. Г. Ожиганов

## Ректори
- 1909–1917 — Лісовський Олександр Миколайович
- 1917-? — Яворський Я. С.
- 1929-1930 — Сюнчелей (Сунчаляєв) Шаріф Хамідулович
- 1953–1981 — Чанбарісов Шайхулла Хабібуллович
- 1981–1999 — Гімаєв Рагіб Насретдінович
- 1999–2010 — Харрасов Мухамет Хадісович
- 2010–2013 — Мустафін Ахат Гагізьянович
- 2013-нині — Морозкін Микола Данилович

## Випускники
- Газетдінова Ільсіяр Ібрагімівна — народна артистка Башкортостану, народна артистка Татарстану, заслужена артистка Росії
- Каждан Олександр Петрович (1942) — історик Візантії та Вірменії, доктор історичних наук, редактор «Оксфордського словника Візантії»
- Янгузін Рим Зайнігабітович (1964) — етнограф, доктор історичних наук, професор, заслужений діяч науки Росії та Башкортостану, почесний працівник вищої професійної освіти
- Назар Наджмі — народний поет Башкортостану, член спілки письменників СРСР
- Мустай Карім — народний поет Башкортостану, член спілки письменників СРСР
- Мустафіна Фатіма Хамідівна — кандидат філософських наук, Міністр Освіти БАРСР, Перший секретар Башкирського обкому ВЛКСМ
- Рамазанов Гілемдар Зігандарович — башкирський поет та літературознавець
- Савельєв Ігор Вікторович — письменник, літературний критик
- Чанбарісов Шайхулла Хабібуллович — перший ректор університету
- Чванов Михайло Андрійович — письменник, заслужений працівник культури Башкортостану
- Чудов Максим Олександрович — біатлоніст, багаторазовий чемпіон світу, учасник Олімпійських ігор
- Хабіров Радій Фарітович — кандидат юридичних наук, працівник адміністрації президента Росії
- Хасанов Марс Магнавійович — доктор технічних наук, професор, один із директорів «Роснефть»
- Іскандарова Ханіфа Сіражівна — Герой соціалістичної праці, депутат Верховної ради СРСР двох скликань, народний учитель СРСР, заслужений учитель школи Росії
- Ураксіна Расіма Мінібулатівна — поетеса, драматургиня, фольклористка, перекладачка